# اس‌اس کینرا
اس‌اس کینرا (به انگلیسی: SS Keenora) یک کشتی بود که طول آن ۱۵۸ فوت (۴۸ متر) بود. این کشتی در سال ۱۸۹۷ ساخته شد.